# Europese kampioenschappen squash 2019
De Europese kampioenschappen squash 2019 waren door de European Squash Federation (ESF) georganiseerd kampioenschap in het squash. De 19e editie van de Europese kampioenschappen vond plaats in het Roemeense Boekarest van 4 tot 7 september 2019

## Uitslagen
| Plaats | Heren          | Dames         |
| ------ | -------------- | ------------- |
| Goud   | Raphael Kandra | Nele Gilis    |
| Zilver | Borja Golán    | Coline Aumard |
| Brons  | Nicolas Müller | Melissa Alves |
| 4e     | Farkas Balazs  | Enora Villard |